# Stafford Brothers
Die Stafford Brothers sind ein australisches DJ-Duo, bestehend aus den Brüdern Matt und Chris Stafford.

## Bandgeschichte
Die beiden Brüder wurden in Brisbane geboren und sind an der Gold Coast beheimatet. Bei den In-the-Mix-Awards wurden sie 2011 erstmals als beste DJs Australiens ausgezeichnet und konnten Platz eins in den folgenden beiden Jahren verteidigen. Sie haben eine eigene Reality-Show beim Sender FOX8 und sind weltweit als DJs tätig.
2013 veröffentlichten sie den Song Hello mit internationaler Unterstützung durch Lil Wayne und Christina Milian. Er kam im April auf Platz 4 der australischen Charts und erreichte Doppelplatin-Status.

## Diskografie
Singles
- Hello (featuring Lil Wayne & Christina Milian, 2013)
- This Girl (featuring Eva Simons & T.I., 2014)
- When You Feel This (featuring Rick Ross & Jay Sean, 2014)